# Raduga Ch-58
Ch-58 (ryska: Х-58, NATO-rapporteringsnamn: AS-11 Kilter) är en signalsökande robot som drivs av fast bränsle. Den utvecklades för att ersätta den äldre Ch-28 för att slippa den robotens problem med flytande bränsle.

## Utveckling
1972 fick designbyrån Raduga i uppdrag av Sovjetunionens centralkommitté att utveckla en anti-radarrobot för en variant av MiG-25 specialiserad för att slå ut fientligt luftförsvar. Tanken var att MiG-25 med sina överlägsna fart- och höjdresurser skulle kunna ta upp kampen med luftvärnssystem som var alltför farliga för andra flygplan.
Ch-58 var utvecklad att användas tillsammans med radarvarnings- och radiopejlsystemet Jaguar, men snart utvecklades även en extern radarvarningskapsel kallad Vjuga-17 (baserad på den tidigare Metel för Ch-28) som gjorde att roboten även kunde bäras av andra flygplan.
Varianten Ch-58U var utvecklad för Su-24M och dess avancerade radarvarningssystem Fantasmagorija och hade bland annat förmågan att kunna skjutas i blindo för att tilldelas mål efter avfyrningen.

## Konstruktion
Även om Ch-58 inte kan nå lika hög hastighet som Radugas tidigare robotar med flytande bränsle är den ändå konstruerad på liknande sätt i rostfritt stål och titanlegeringar. Rodren styrs elektromekaniskt, vilket är ovanligt, men robotens interna batteri kan driva styrservona i upp till 200 sekunder, vilket är längre än vad som kan åstadkommas med tryckluft.

## Varianter
- Ch-58 – Ursprunglig version designad för MiG-25BM.
- Ch-58U – Förbättrad version designad för Su-24M.
- Ch-58E – Exportversion. E-versionen är något kortare och lättare och kan därför bäras av Su-25.
- Ch-58USjE (Ulutjsjennyj Sjirokopolosnyj Eksportnyj) – exportversion med bredbandig sökare, främst designad för kinas Su-30MKK.
- Ch-58USjKE – Ch-58USjE med vikbara fenor.